# هانغساكغرات
هانغساكغرات (بالإنجليزية: Hangsackgrat)‏ هو أحد جبال سلسلة جبال الألب غلاروس وجزء من القمة الأم رينغيلزبيش يقع في كانتون سانت غالن, سويسرا. يبلغ ارتفاع الجبل حوالي 2634 متر، بينما يبلغ ارتفاع نتوء الجبل 196 متر.